# Calligrapha rhoda
Calligrapha rhoda är en skalbaggsart som beskrevs av Frederick Knab 1909. Calligrapha rhoda ingår i släktet Calligrapha och familjen bladbaggar. Inga underarter finns listade i Catalogue of Life.